# William Rappard
William Emmanuel Rappard (Nueva York, 1883-cercanías de Ginebra, 1958) fue un economista, diplomático y profesor suizo.

## Biografía
Nacido en Nueva York el 22 de abril de 1883, estudió Economía en Harvard para más tarde trabajar como profesor en dicha universidad y posteriormente en Ginebra, donde llegaría a ser rector en dos periodos independientes: 1926-1928 y 1936-1938, además de fundador, y director entre 1928 y 1956, del Instituto Universitario de Altos Estudios Internacionales. Rappard, suizo, es considerado un liberal clásico y mantuvo amistad con Ludwig von Mises, además de ser miembro de la Sociedad Mont Pelerin. Falleció en las cercanías de Ginebra el 29 de abril de 1958.
Fue autor de obras como Le Facteur Economique dans l'Avènement de la Démocratie Moderne en Suisse (Georg & Co, 1912), La Révolution industrielle et les origines de la protection légale de travail en Suisse (Staempfli et Cie, 1914), The Crisis of Democracy (University of Chicago Press, 1938), The Quest for Peace Since the World War (Harvard University Press, 1940), Cinq Siecles de Securite Collective (1291-1798) (Georg et Cie, 1945), La Constitution Fédérale de la Suisse, 1848-1948 (A. La Baconnière, 1948) o The Secret of American Prosperity (Greenberg, 1955), entre otras.